# Rosina-Fawzia Al-Rawi
Rosina-Fawzia Al-Rawi, geb. 1965 in Bagdad, ist eine irakisch-österreichische Ethnologin, Orientalistin, Autorin und Sufi-Gelehrtin.

## Leben
Aufgrund der politischen Lage unter dem Regime von Saddam Hussein floh Al-Rawi als Kind mit ihrer Familie in den Libanon. Nach Ausbruch des Libanesischen Bürgerkrieges schickten die Eltern sie zu Verwandten nach Europa, wo sie die Schule beendete.
Al-Rawi studierte in Wien und Kairo Ethnologie und Orientalistik und promovierte mit einer Arbeit über Dialekte in Abu Dhabi, Vereinigte Arabische Emirate.
Anschließend lebte sie zwölf Jahre in Jerusalem, wo sie am Institut für Förderung der palästinensischen Agrikultur arbeitete. Seit 2001 lebt sie mit ihrer Familie in Wien.
Al-Rawi ist muslimischen Glaubens und ließ sich in Techniken und Lehren des Sufismus ausbilden, wozu sie inzwischen selbst als Lehrerin arbeitet.

## Arbeit als Autorin
Al-Rawi ist Autorin von einem Dutzend Publikationen, die sich thematisch vor allem mit Lebenswelten von Frauen, Orientalischer Tanz (im Volksmund: Bauchtanz) und Aspekten des sufistischen Islam beschäftigen.

## Veröffentlichungen
- Studien zum arabischen Dialekt von Abū Daby : Nominalbildung und -lexik, Texte, Gross Verlag, Heidelberg 1990.
- Gelber Himmel, rote Erde: Frauenleben in Palästina, Promedia, Wien 1994.
- Der Ruf der Großmutter oder die Lehre des wilden Bauches, Promedia, Wien 1996.
- Zwischen Tisch und Diwan : ein orientalisches Kochbuch, Promedia, Wien 2000.
- Tante Fatima kauft einen Teppich : mein Leben im Morgenland der Frauen, Hugendubel Verlag, Kreuzlingen und München 2002. Englische Übersetzung: Midnight Tales, a womens journey through the Middle East, Olive Branch Press, Northampton, MA 2006.[6]
- Der Hauch der Ewigkeit : die 99 heilenden Namen der Einen Liebe, Sheema, Bad Endorf, 2014; spanische Übersetzung: La Sabiduría del Amor, Sheema, 2023
- Göttliche Namen : die 99 heilenden Namen der einen Liebe, Cosmics Verlag, Neu-Isenburg 2017.
- SeelenBlüten, Sheema, Bad Endorf, 2017.
- Der Tanz in die Weiblichkeit : ein Arbeitsbuch : Bauchtanz, Übungen & Meditationen aus der Tradition des Sufismus, Sheema, Bad Endorf, 2018.
- Meine Seele begann zu flüstern : 40 Geschichten aus der Tradition der Sufis, Sheema, Bad Endorf, 2019.
- Der Ruf Allahs : ein Begleitbuch durch den heiligen Monat Ramadan, Sheema, Bad Endorf, 2021, englische Übersetzung: The call of Allah, 2022, französische Übersetzung: L’Appel d’Allah, Sheema, Bad Endorf, 2023.